# یواس‌اس بث (پی‌اف-۵۵)
یواس‌اس بث (پی‌اف-۵۵) (به انگلیسی: USS Bath (PF-55)) یک کشتی بود. این کشتی در سال ۱۹۴۳ ساخته شد.